# Liste der Kulturdenkmäler in Melsbach
In der Liste der Kulturdenkmäler in Melsbach sind alle Kulturdenkmäler der rheinland-pfälzischen Ortsgemeinde Melsbach aufgeführt. Grundlage ist die Denkmalliste des Landes Rheinland-Pfalz (Stand: 9. Februar 2023).

## Einzeldenkmäler
| Bezeichnung           | Lage                                | Baujahr                           | Beschreibung | Bild                           |
| --------------------- | ----------------------------------- | --------------------------------- | --- | ------------------------------ |
| Förderturm            | Am Förderturm Lage                  | 1938/1939                         | Förderturm der stillgelegten Tongrube Melsbach, errichtet 1938/1939 durch die Dr. C. Otto & Comp.               | Fotos hochladen                |
| Wohnhaus              | Kreuzgasse 2 Lage                   | erste Hälfte des 18. Jahrhunderts | Fachwerkhaus, teilweise massiv, erste Hälfte des 18. Jahrhunderts                                               | BW                             |
| Wohnhaus              | Mittelstraße 10 Lage                | erste Hälfte des 18. Jahrhunderts | Fachwerkhaus, teilweise massiv, erste Hälfte des 18. Jahrhunderts                                               | BW                             |
| Hofanlage             | Mittelstraße 15 Lage                | 1719                              | Fachwerkhaus, angeblich von 1719; Gesamtanlage mit Fachwerkwohnteil, Fachwerkscheune und Stall, 19. Jahrhundert | Fotos hochladen                |
| Wohnhaus              | Oberbieberer Straße 1 Lage          | 1722                              | Fachwerkhaus, teilweise massiv und verkleidet, bezeichnet 1722                                                  | Fotos hochladen                |
| Wohnhaus              | Oberbieberer Straße 5 Lage          | 1722                              | Fachwerkhaus, teilweise massiv, angeblich von 1722, Fachwerk teilweise noch aus dem 17. Jahrhundert             | BW                             |
| Ruine der Kreuzkirche | südlich des Ortes an der K 106 Lage | vor 1399                          | ehemaliger Wallfahrtsort, Ersterwähnung 1399; Mauerreste eines gotischen Bruchsteinsaals                        | weitere Bilder Fotos hochladen |